# Lasioglossum tricinctum
Lasioglossum tricinctum är en biart som först beskrevs av Schenck 1874.  Lasioglossum tricinctum ingår i släktet smalbin, och familjen vägbin. Inga underarter finns listade i Catalogue of Life.